# Petr Fafek
Petr Fafek (30. června 1893, Dušníky (dnes Rudná) – 24. října 1942, Mauthausen) byl italský legionář, účastník II. odboje a podporovatel výsadku ANTHROPOID popravený nacisty.

## Život

### Rodina a povolání
Petr Fafek se narodil 30. června 1893. Za první světové války byl příslušníkem československých legií na italské frontě. Po první světové válce zastával funkci vrchního účetního v ústředí Československého červeného kříže a byl též vedoucím účtárny na Ústředním svazu Masarykovy ligy proti tuberkulóze. Byl věřícím církve Českobratrské evangelické. Byl ženat, jeho manželka se jmenovala za svobodna Liboslava Jiránková (* 10. října 1892, Praha). Manželé Fafkovi spolu měli dvě dcery – starší Relu (* 30. června 1920, Praha) a mladší Liboslavu (* 12. prosince 1922). Rodina bydlela na Vinohradech v Kolínské ulici 1718/11, kde je dnes (rok 2022) na domě umístěna pamětní deska připomínající popravu celé rodiny.

### Odbojová činnost
Již v době krátce po nastolení Protektorátu Čechy a Morava byl činný v domácím protiněmeckém odboji a stal se spolupracovníkem Ústředního vedení odboje domácího. Petr Fafek patřil do okruhu osob kolem starosty sokolské župy Krušnohorské-Kukaňovy Jana Zelenky-Hajského a předsedy starších české pravoslavné církve Jana Sonnevenda. Celá rodina Fafkových se podílela na přípravách atentátu na zastupujícího říšského protektora Reinharda Heydricha. Na jaře roku 1942 rodina poskytla ve svém vinohradském bytě úkryt parašutistům operace Anthropoid (konkrétně Jozefu Gabčíkovi a Janu Kubišovi), chystajícím se na atentát na Reinharda Heydricha ve svém bytě v Kolínské ulici na pražských Vinohradech.

### Atentát
A byl to právě Petr Fafek, kdo doporučil Janu Zelenkovi-Hajskému jako možný úkryt parašutistů chrám svatého Cyrila a Metoděje v Resslově ulici v Praze. Po úspěšném provedení atentátu se Jozef Gabčík s Janem Kubišem a dalšími československými parašutisty ukrývali v kryptě chrámu svatého Cyrila a Metoděje na pražském Novém Městě, kde je rodina Fafkových pomáhala zásobovat potravinami a dalším materiálem. Všem se stala osudnou zrada Karla Čurdy, po které následovala vlna zatýkání spolupracovníků a jejich rodinných příslušníků.

### Zatýkání, výslechy, věznění, ...
Jozef Gabčík s ostatními padl 18. června 1942 v chrámu Cyrila a Metoděje, Petr Fafek byl spolu s manželkou a dcerami zatčen 22. června 1942 gestapem. Všichni byli vězněni nejprve v Praze a poté v Malé pevnosti Terezín. Dne 29. září 1942 byli stanným soudem odsouzeni k trestu smrti, dne 23. října 1942 převezeni do koncentračního tábora Mauthausen a o den později zastřeleni společně s dalšími spolupracovníky a rodinnými příslušníky atentátníků při fingované zdravotní prohlídce.

Rodinní příslušníci
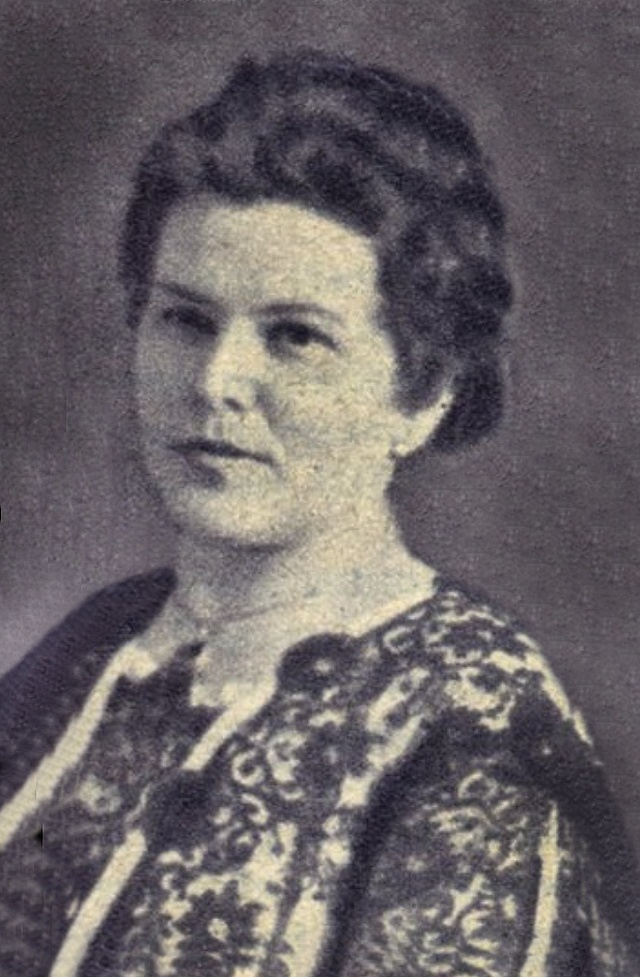
Manželka Liboslava Fafková starší
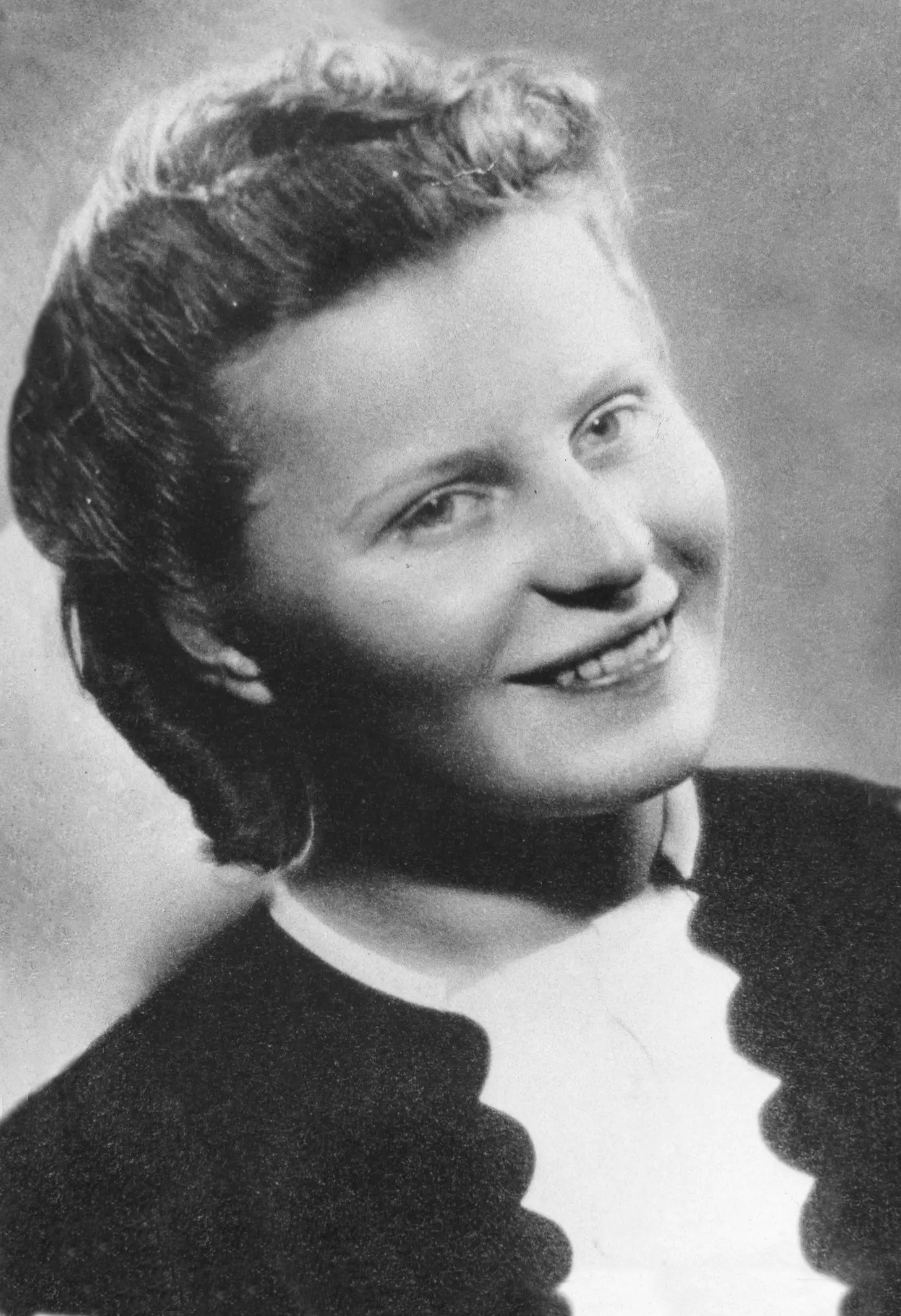
Dcera Liboslava Fafková mladší
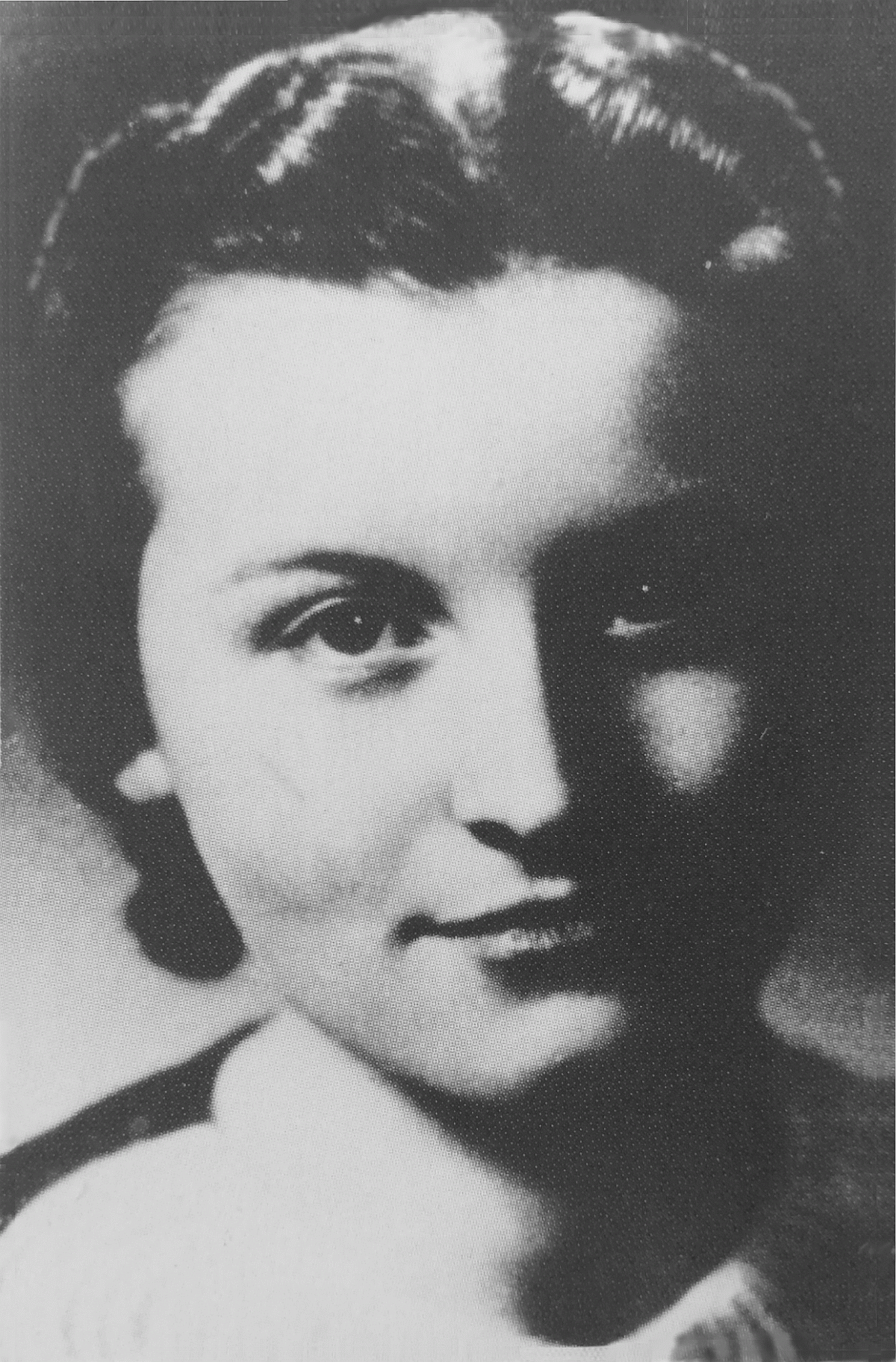
Dcera Rela Fafková

## Připomínky
- Jeho jméno (a jména jeho manzelky a dcer) je uvedeno na pomníku spolupracovníků parašutistů a jejich rodinných příslušníků, kteří byli popraveni v německém koncentračním táboře Mauthausenu. V lednu 2011 byl slavnostně odhalen na terase kostela sv. Cyrila a Metoděje v Resslově ulici v Praze.[5]
- Pamětní deska na domě na adrese Praha 3, Kolínská 1718/11 byla odhalena 6. května 1951. Na desce je nápis: Z TOHOTO DOMU BYLI NACISTY ODVLEČENI / PETR FAFEK S MANŽELKOU LIBĚNOU / A S DCERAMI RELOU A LIBĚNOU / VŠICHNI BYLI POPRAVENI 24.X.1942 / V KONCENTR. TÁBOŘE MAUTHAUSENU / PRO UKRÝVÁNÍ PARAŠUTISTŮ / GABČÍKA A KUBIŠE // ČEST JEJICH PAMÁTCE![4]
- Pamětní deska rodiny Fafkovy (odhalena po 2. sv. válce farářem Kristianem Pavlem Lanštjákem) je umístěna v žižkovské Betlémské kapli. Na této pamětní desce je nápis: Boj výborný bojoval jsem ... II.K.TIM.4,7. // PETR * 1893 / LIBOSLAVA / roz. Jiránková * 1892 / RELA * 1920 / LIBOSLAVA * 1921 / FAFKOVI / † V MAUTHAUSENU / 24. X. 1942 / Památce / svých věrných členů // Nedělní škola / a kruh sester.[6]
- Jméno Petr Fafek je rovněž uvedeno na pamětní desce obětí z řad členů Masarykovy ligy proti tuberkulóze na Náměstí Kinských 602/2, Praha 5 - Smíchov (v domě v přízemí proti schodišti). Na desce je nápis: „UKRÝVAJÍCÍ NARODNÍ MSTITELE NA HEYDRICHOVI, SVŮJ ŽIVOT ZA VLAST A NÁROD OBĚTOVALI TITO ČINOVNÍCI A ÚŘEDNÍCI MLPT: PETR FAFEK, RELA FAFKOVÁ, LIBĚNA FAFKOVÁ, ANNA ŠRÁMKOVÁ, MARIE KARBANOVÁ, JAN SONNEVEND, MUDR KAREL SVĚRÁK, MUDR SOBĚSLAV SOBEK, MUDR JAN VČELÁK, JUDR JIŘÍ PLESKOT SE 13 ČLENY SVÝCH RODIN. JAN SONNEVEND BYL POPRAVEN 4. ZÁŘÍ 1942 V PRAZE. OSTATNÍ BYLI POPRAVENI 24. ŘÍJNA 1942 V MAUTHAUSENU. ČEST JEJICH NEHYNOUCÍ PAMÁTCE! MASARYKOVA LIGA PROTI TUBERKULOSE“.[7]
- V pražských Vysočanech vznikla při příležitosti výstavby nové čtvrti Emila Kolbena ulice s názvem Fafkových.[8]

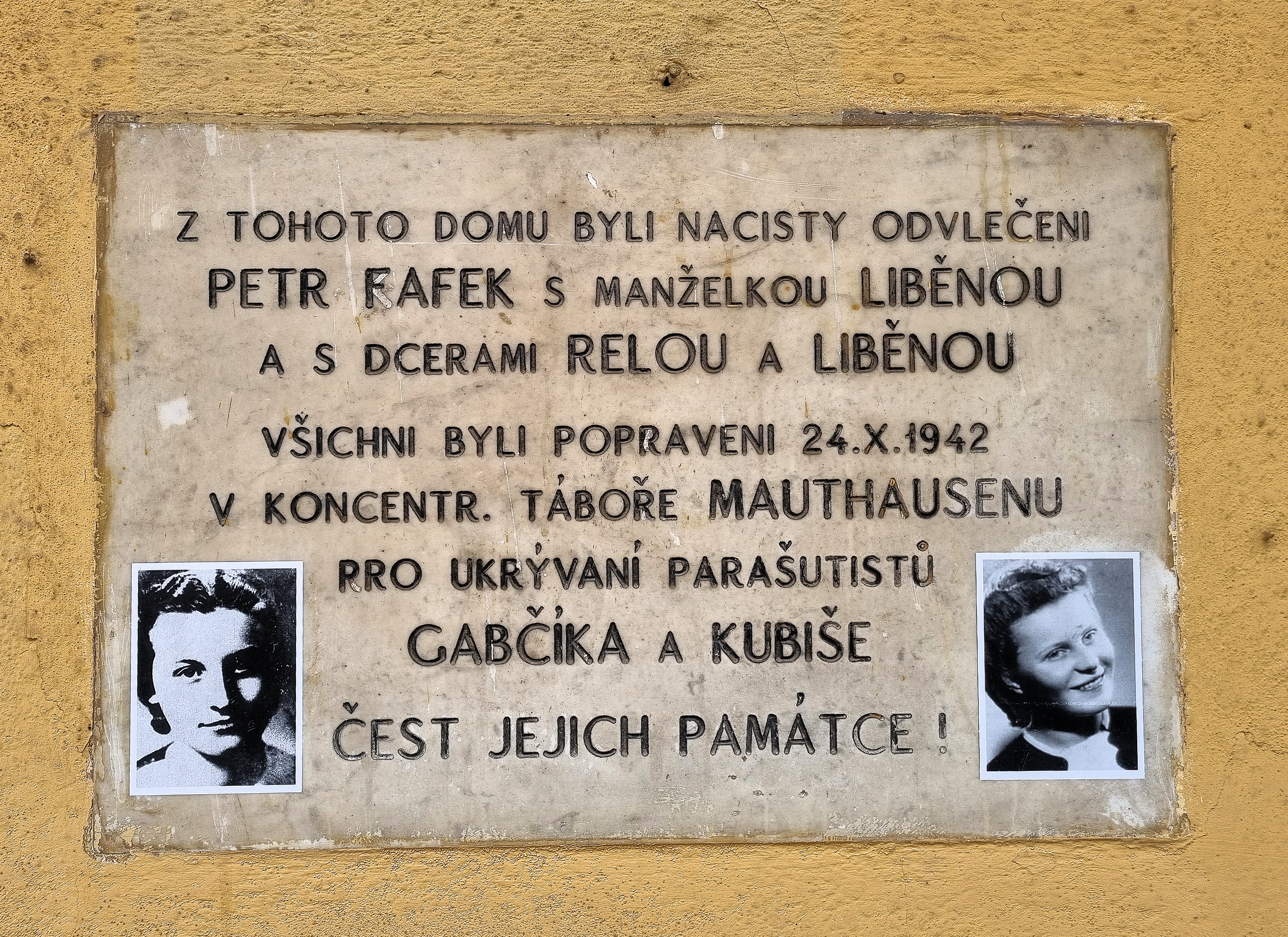
Pamětní deska Petra Fafka s jeho rodinou v Kolínské ulici v Praze 3
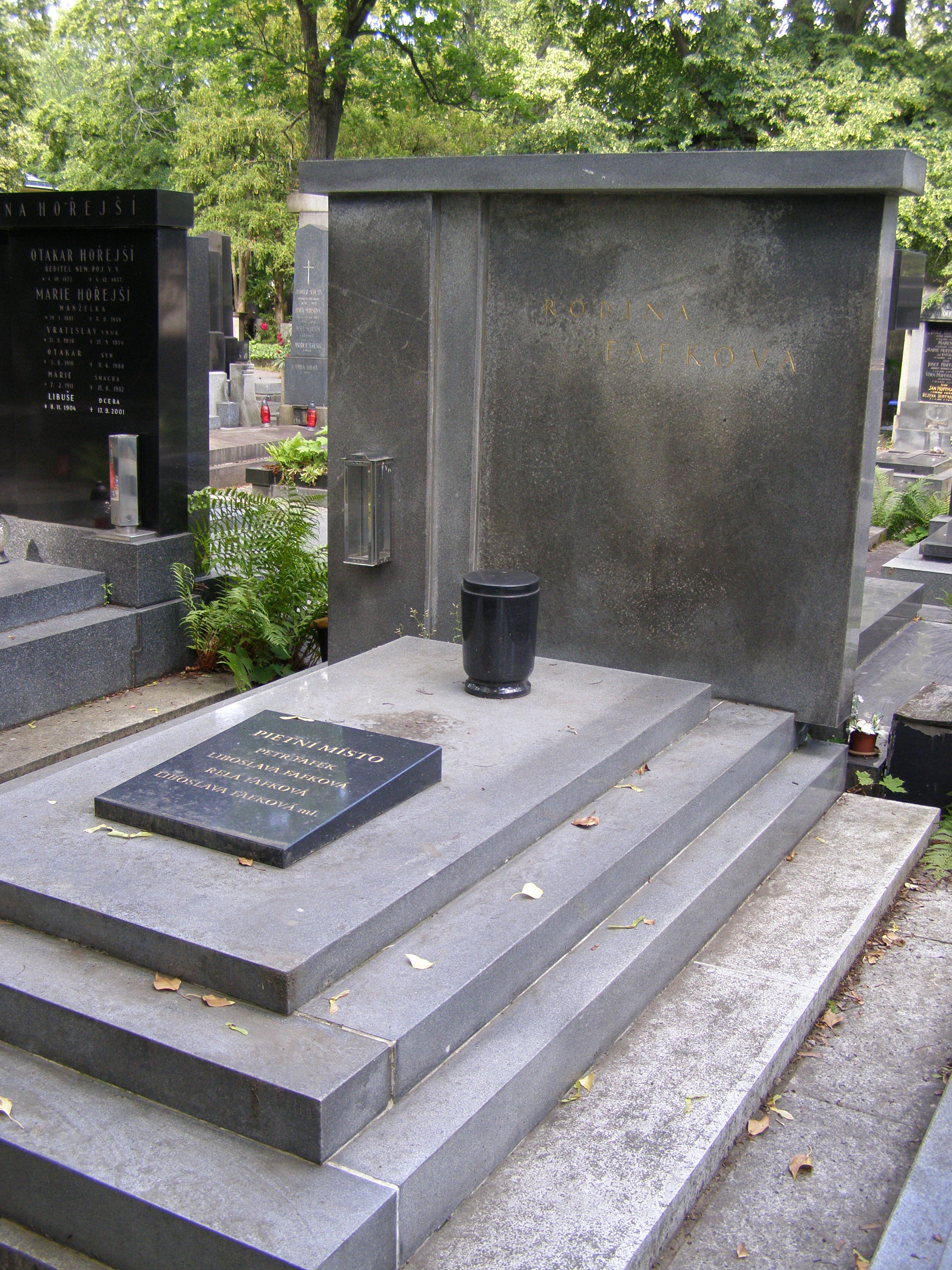
Symbolický hrob rodiny Fafkových na hřbitově Malvazinky v Praze
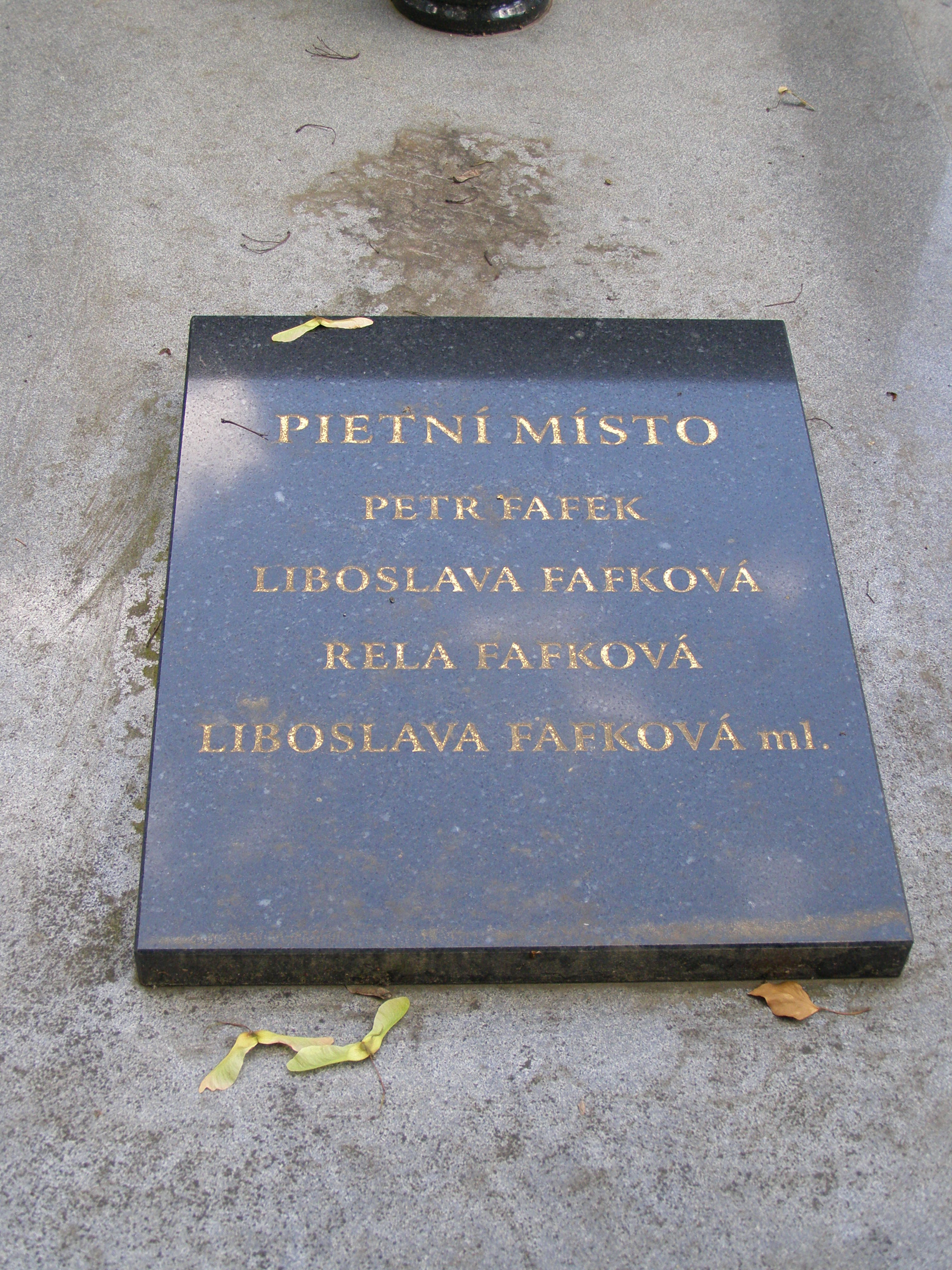
Pietní místo rodiny Fafkových na hřbitově Malvazinky v Praze
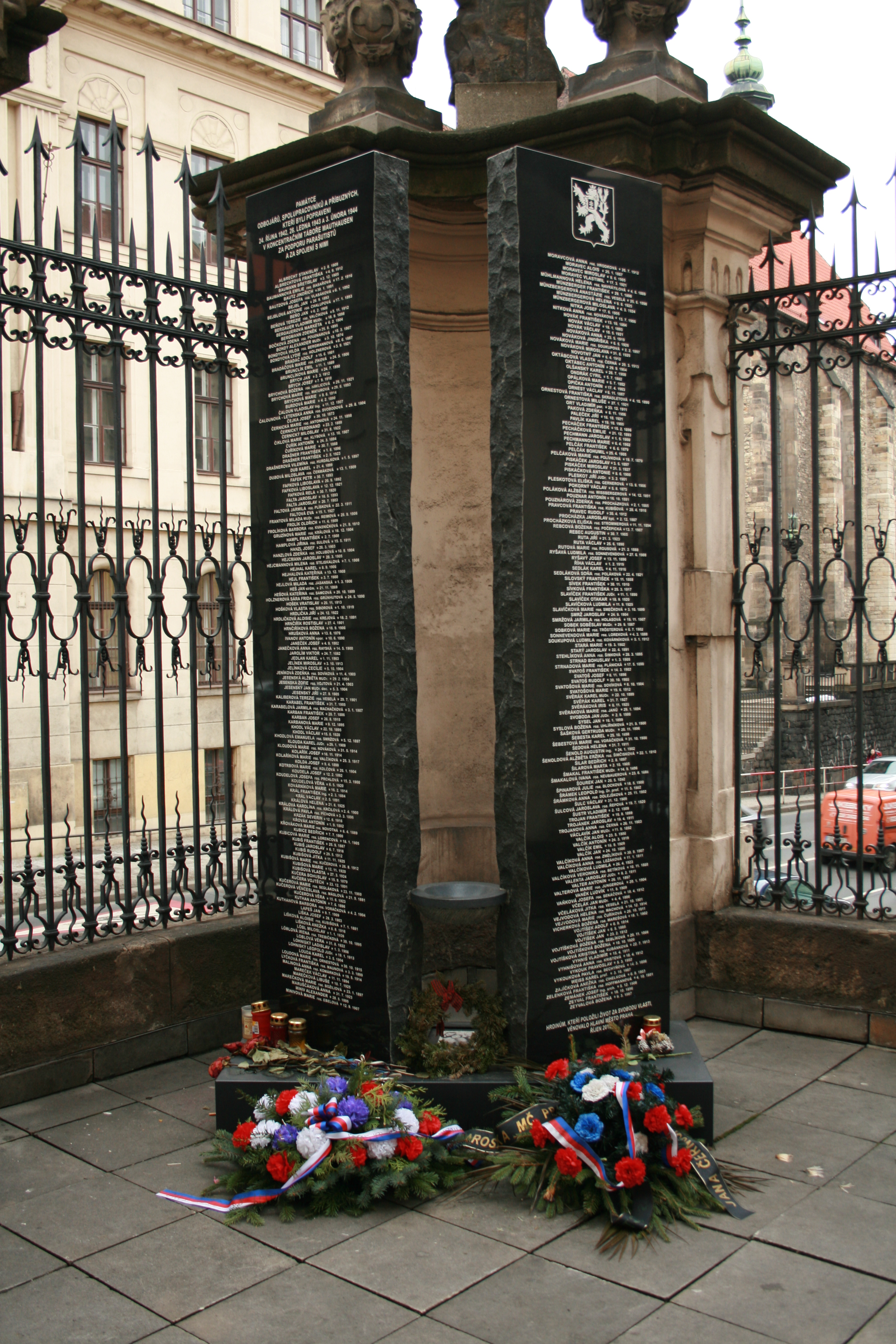
Pomník spolupracovníků parašutistů a jejich rodinných příslušníků na terase kostela sv. Cyrila a Metoděje v Resslově ulici.
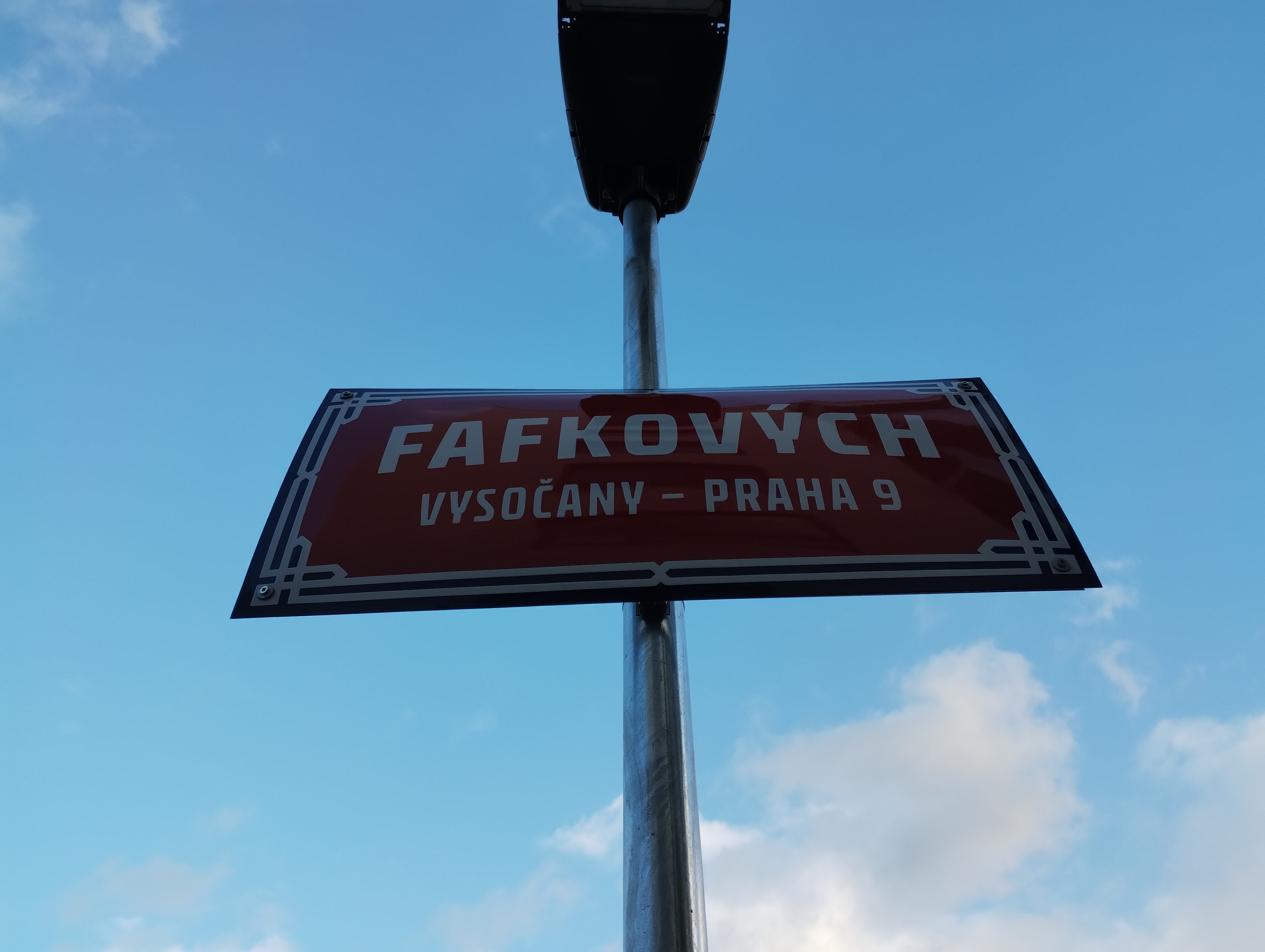
Ulice Fafkových v Praze-Vysočanech